# Eupithecia cinerea
Eupithecia cinerea là một loài bướm đêm trong họ Geometridae.